# Моль шубная
Моль шубная, или домашняя моль (лат. Tinea pellionella) — вид рода Tinea.
Насекомое блестящего глиняно-жёлтого цвета, передние крылья перед серединой часто с двумя небольшими тёмными точками и с одной, более крупной, за серединой; нижние крылья светло-серые, с желтоватым отблеском; 15—16 мм в размахе. Гусеницы белые, червеобразные, почти голые, с восемью очень короткими брюшными ножками, с прозрачной кожей, сквозь которую просвечивает содержимое желудка; головка бурая. Гусеница нападает преимущественно на меха, живёт в переносном чехлике и подгрызает на своём пути все волоса независимо от того, съедает их или нет.